# Сицилианецът
 Тази статия е за книгата.  За филма вижте Сицилианецът (филм).  
Сицилианецът (на английски: The Sicilian) е роман от американския писател Марио Пузо, публикуван през 1984 г. Той е създаден по известната творба на Пузо „Кръстникът“ и се счита за своеобразно негово продължение.
Сюжетът на книгата е базиран по вероятни истински събития от живота на сицилианския бандит Салваторе Джулиано.

## Резюме
Действието се развива през 1950 г., в края на двугодишното изгнание на Майкъл Корлеоне в Сицилия и се фокусира върху историята за сицилианския бандит Салваторе Джулиано, и конфликта му с местния „глава на мафията“ дон Кроче Мало. Майкъл е изпратен от баща си, Вито Корлеоне, да ескортира Джулиано обратно до Америка.

## Екранизация
През 1987 г. Сицилианецът е адаптиран във филма Сицилианецът на режисьора Майкъл Чимино (Michael Cimino) с участието на Кристоф Ламбер в ролята на Салваторе Джулиано. Поради авторски права, във филма не са показани героите Майкъл Корлеоне и Клеменза.